# Африканская медведка
Африканская медведка (лат. Gryllotalpa africana) — вид прямокрылых насекомых из семейства медведок.

## Описание
Медведка длиной от 25 до 35 мм. Тело окрашено в жёлто-коричневый цвет, а низ тела в ярко-жёлтый. Усики кроткие, филиформные. Передние лапки предназначены для рытья и имеют соответствующую форму.

## Распространение
Африканская медведка распространена в Японии, Китае, Средней Азии, в Южной и Юго-Восточной Азии, Индонезии, Индии, Африке, Австралии и на Филиппинских островах. Также на территории бывшего СССР, в Казахстане, Узбекистане, Туркменистане и Кыргызстане. В России встречается Амурском регионе, на юге Хабаровского края, на Сахалине, Кунашире, Уссурийске и других районах Приморского края, также и Урала.